# Ashley Abbott
Ashley Abbott este un personaj fictiv din serialul american Tânăr și neliniștit care a apărut și în serialul-frate Dragoste și putere.

## Căsătorii
- Steven Lassiter (divorțată) [1988]
- Victor Newman (divorțați) [1990 - 1993, 2009]
- Blade Bladeson (divorțată) [1994 - 1995]
- Cole Howard (divorțată) [1998 - 2000]
- Brad Carlton (divorțată; decedat) [2000 - 2006]
- Tucker McCall (divorțată) [2011 - 2012]

## Copii
- Abby Newman (fiică, cu Victor)